# Об'єднання множин
Теоретико-множинні операції
{\displaystyle {\overline {A}}\;} доповнення

{\displaystyle A\cup B\;} об'єднання

{\displaystyle A\cap B\;} перетин

{\displaystyle A\setminus B\;} різниця

{\displaystyle A\triangle B\;} симетрична різниця

{\displaystyle A\times B\;} декартів добуток
У математиці, зокрема в теорії множин, об'єднання множин є множиною, яка включає в себе всі елементи об'єднуваних множин і нічого більше.

## Базові визначення
Якщо A та B — множини, то об'єднанням A та B є множина, яка включає всі елементи A і всі елементи B, і більш нічого.
Об'єднання множин A та B позначається як «A∪B».
Формально:
x є елементом A∪B тоді й тільки тоді, коли
- x є елементом A або
- x є елементом B.

Наприклад, об'єднанням множин {1, 2, 3} та {2, 3, 4} буде {1, 2, 3, 4}.

## Алгебраїчні властивості
Бінарна операція об'єднання є :
- асоціативною, тобто A∪(B∪C) = (A∪B)∪C   (отже, коли в виразі є тільки операція об'єднання, дужки можна не писати: A∪B∪C);

- комутативною, тобто A∪B = B∪A   (отже, порядок запису множин в виразі не має значення).

Порожня множина є нейтральним елементом для операції об'єднання в алгебрі множин.
Тобто, Ø∪A = A, для будь-якої множини A.
- ідемподентною, тобто A∪A = A.

## Об'єднання довільної кількості множин
В загальному випадку, якщо M — множина, елементами якої є також множини, то x є елементом M тоді й тільки тоді, якщо існує такий елемент A з M, що x є елементом A.
В символічній формі:
{\displaystyle x\in \bigcup \mathbf {M} \iff \exists A{\in }\mathbf {M} ,x\in A.}
Позначення об'єднання довільної кількості множин такі:
{\displaystyle \bigcup \mathbf {M} ,} або {\displaystyle \bigcup _{A\in \mathbf {M} }A.}
Остання нотація може бути узагальнена до
{\displaystyle \bigcup _{i\in I}A_{i},}
що відповідає операції об'єднання колекції множин {Ai : i в I}.
Тут I — множина, а Ai — множина для кожного i в I.
В цьому випадку I є множиною індексів (натуральних чисел), і нотація є аналогічною узагальненій операції сумування:
{\displaystyle \bigcup _{i=1}^{\infty }A_{i}.}
Також можна записати «A1 ∪ A2 ∪ A3 ∪ ···».

## Дистрибутивність об'єднання і перетину
Перетин множин є дистрибутивним відносно об'єднання, тобто
{\displaystyle \bigcup _{i\in I}(A\cap B_{i})=A\cap \bigcup _{i\in I}B_{i}.}
Можна об'єднати таке нескінченне об'єднання з нескінченним перетином, отримавши співвідношення:
{\displaystyle \bigcup _{i\in I}(\bigcap _{j\in J}A_{i,j})\subseteq \bigcap _{j\in J}(\bigcup _{i\in I}A_{i,j}).}